# نيوزيام
متحف الأخبار نيوزيام هو متحف تفاعلي للأخبار والصحافة يقع في 555 شارع بنسلفانيا، شمال غرب واشنطن العاصمة. يضم المتحف ذو الطوابق السبعة الذي تبلغ مساحته 250,000-قدم-مربع (23,000 م2) 15 مسرحًا و14 معرضًا. يشمل معرض جدار برلين بمتحف نيوزيام أكبر عرض لأقسام جدار برلين خارج ألمانيا. ويقدم معرض الصفحات الأولى اليوم الصفحات الأولى اليومية من أكثر من 80 صحيفة دولية.
وتقدم المعارض الأخرى موضوعات تشمل تاريخ الأخبار، أحداث 11 سبتمبر 2001، وأول تعديل في دستور الولايات المتحدة الأمريكية، وحرية الصحافة العالمية، وتاريخ الإنترنت والتلفاز والإذاعة. وقد كان يقع عندما تم افتتاحه في 18 إبريل 1997 في روسيلن، فيرجينيا، حيث كان دخول الزائرين مجانًا.
تتمثل مهمته في «مساعدة العامة ووسائل الأخبار في فهم بعضهم البعض بشكل أفضل، ورفع مستوى الوعي العام بأهمية دور الصحافة الحرة في المجتمع الديموقراطي».
جذب متحف نيوزيام الأصلي أكثر من 2.25 مليون زائر في خمس سنوات. ويتم تمويل عمليات متحف نيوزيام من قبل منتدى الحرية، وهو مؤسسة غير حزبية مكرسة «لحرية الصحافة وحرية التعبير والروح الحرة لكافة الأشخاص». وقد أصبح متحف نيوزيام الجديد إحدى الوجهات الأكثر شعبية في واشنطن، ومن استديوهات التلفاز عالية المواصفات التي تستضيف نشرات الأخبار ومكتب واشنطن الخاص بقناة الجزيرة الأمريكية للأخبار. ورسوم دخول الكبار هي 22 دولارًا (في عام 2013).

## معلومات تاريخية

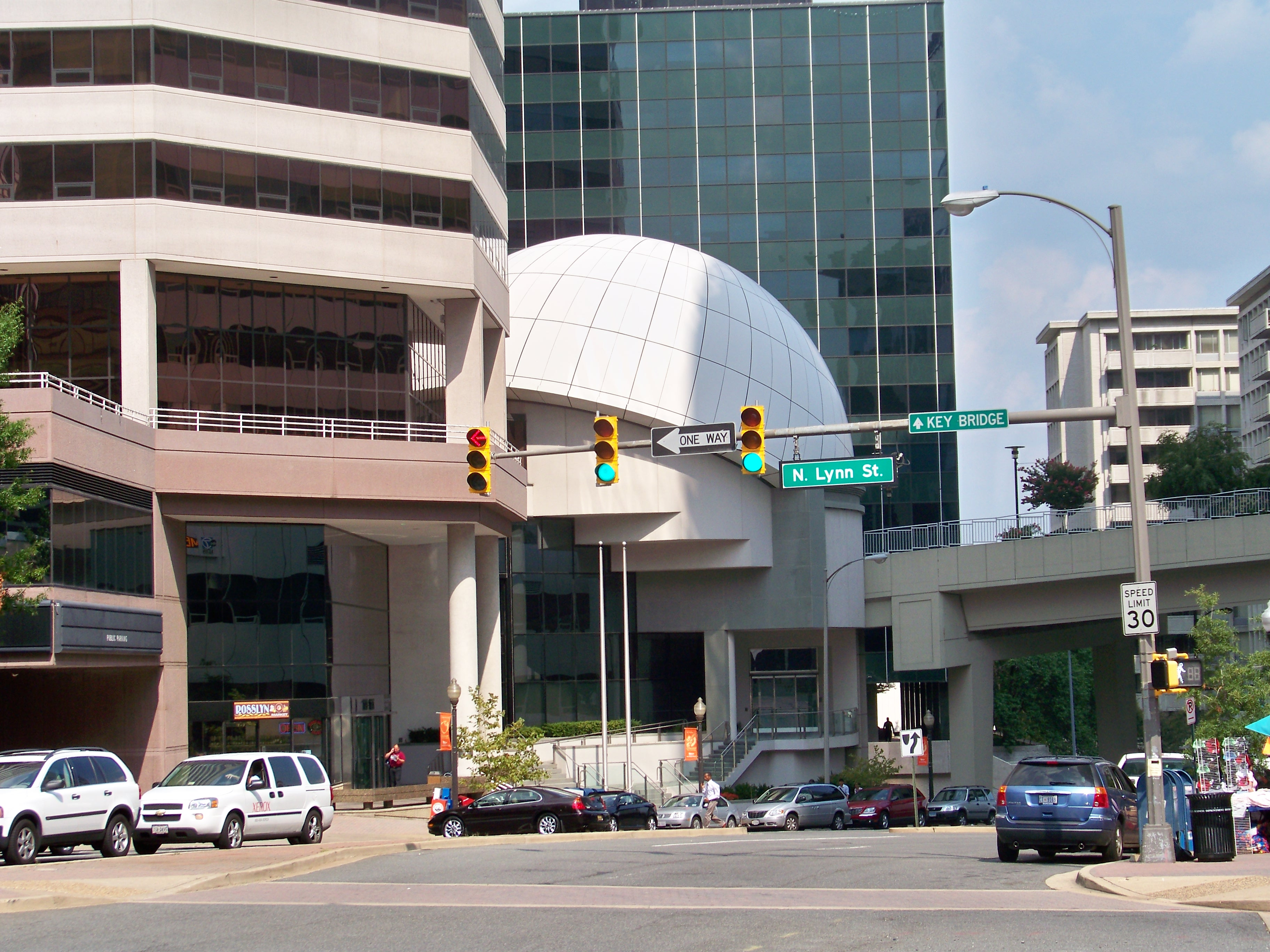
متحف نيوزيام الأصلي في أرلينغتون، وهو الآن مقرٌ لمعرض فنون ومسرح.

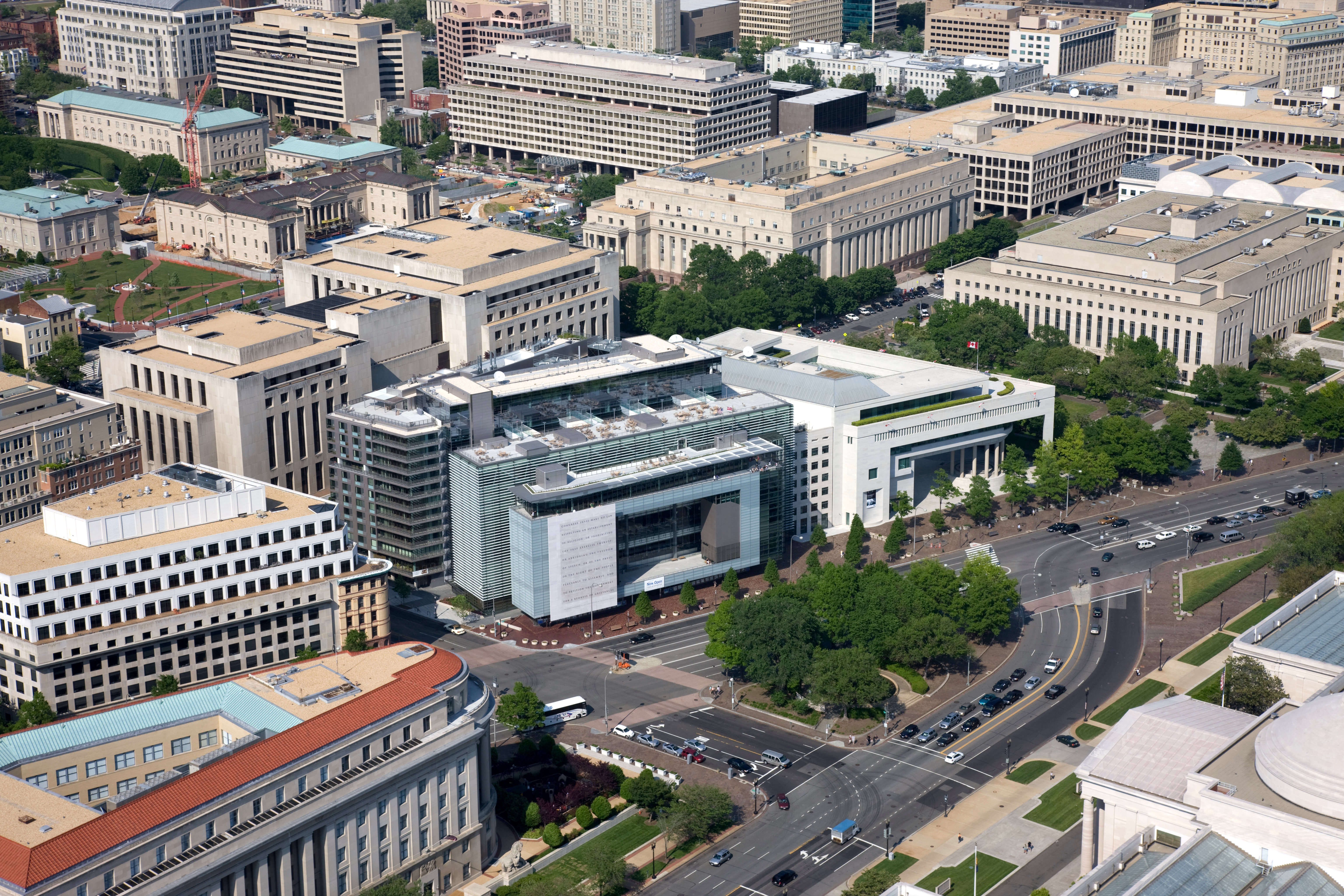
صورة جوية لمتحف الأخبار، نيوزيام

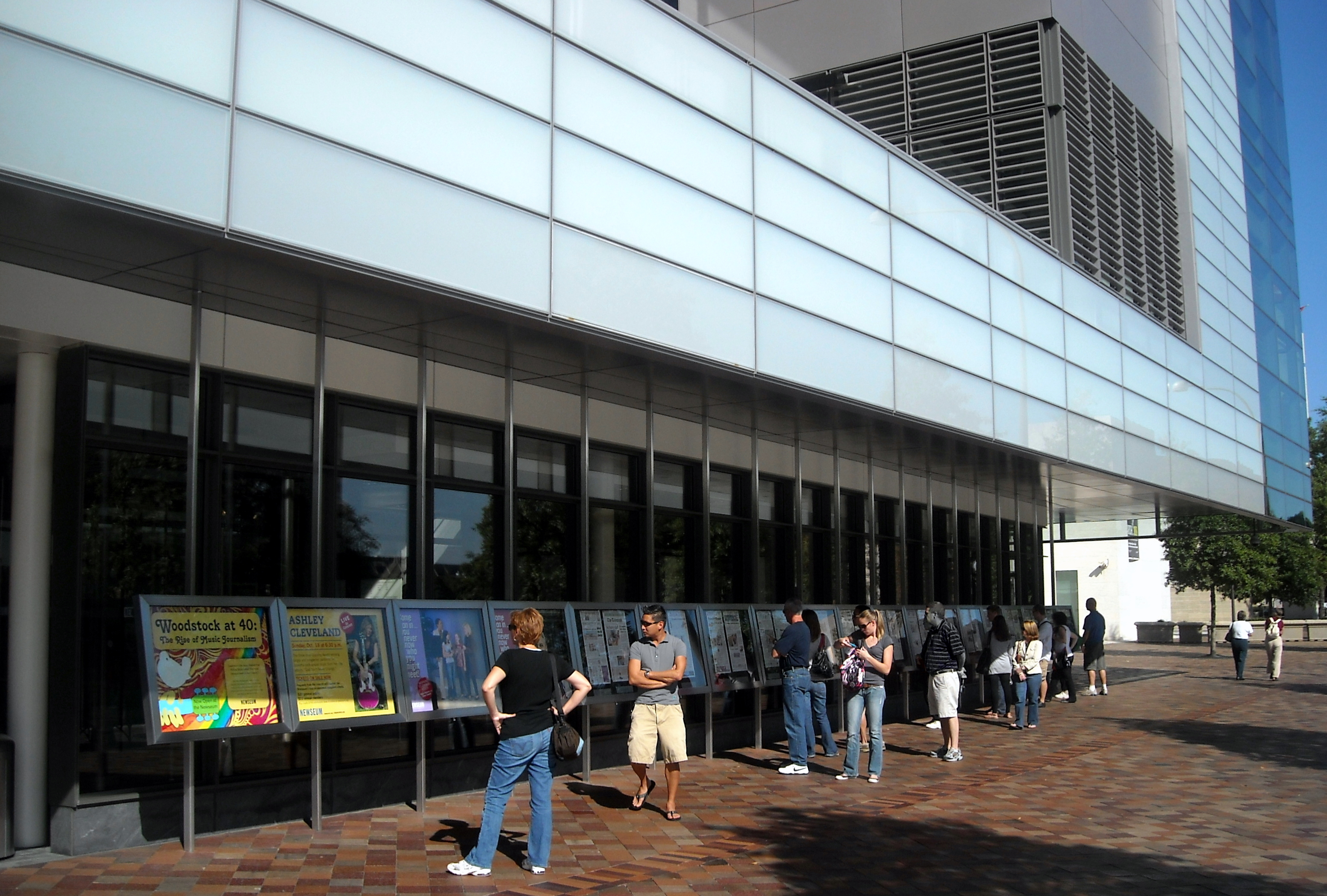
الصفحات الأولى للصحف من جميع أنحاء العالم توضع كل يوم بلوحات العرض خارج متحف نيوزيام.

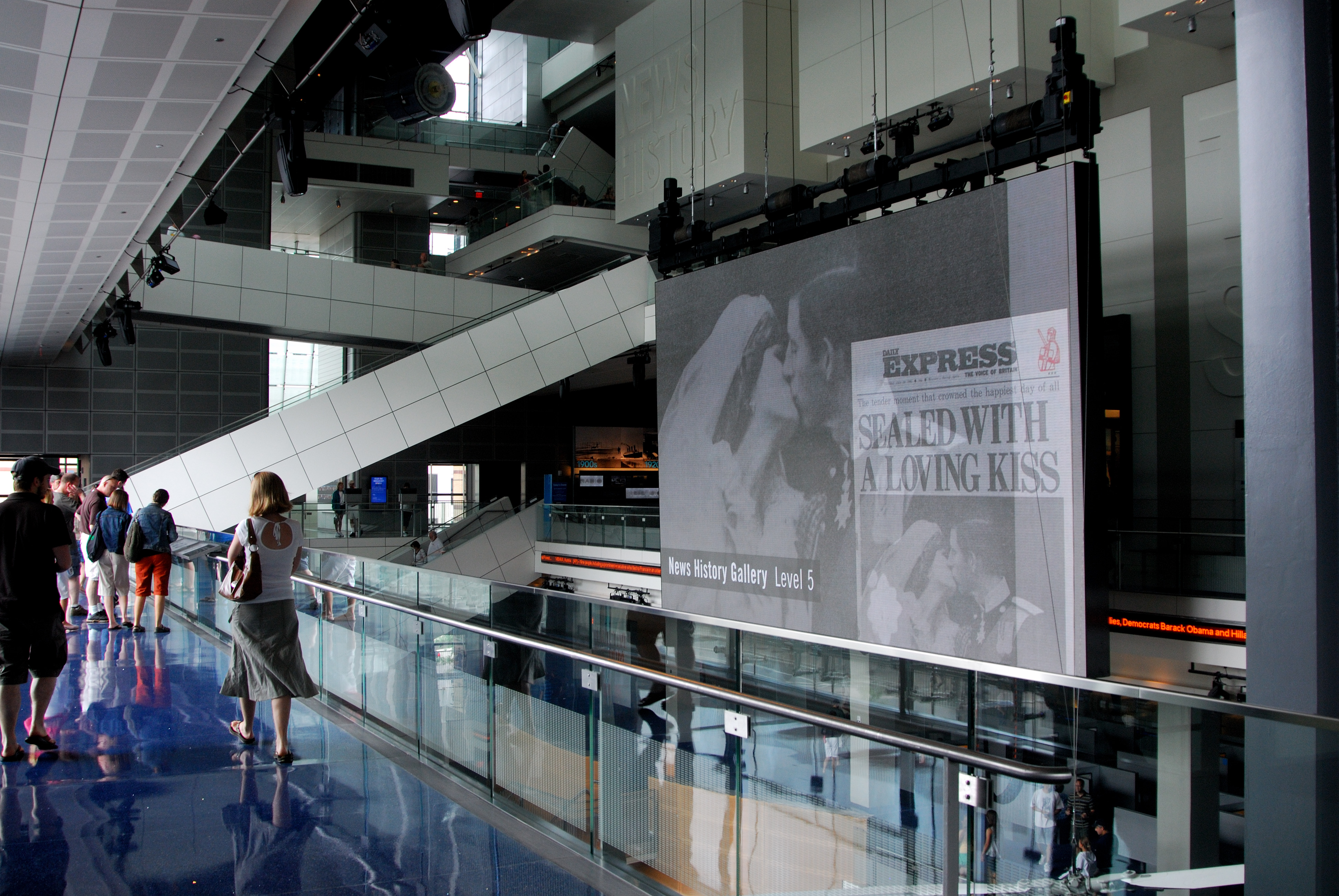
الشاشة الإلكترونية للعالم تعرض صورًا تاريخية والأخبار العاجلة من جميع أنحاء العالم.

في عام 2000، قرر منتدى الحرية نقل متحف نيوزيام من موقعه في مقاطعة أرلينغتون، فيرجينيا، عبر نهر بوتوماك إلى وسط مدينة واشنطن العاصمة. وتم غلق متحف نيوزيام الأصلي يوم 3 مارس 2002، للسماح لموظفيه بالتركيز على بناء المتحف الجديد الأكبر. وتم فتح أبواب المتحف الجديد، الذي تكلف بناؤه 450 مليون دولار أمريكي، للجمهور يوم 11 إبريل 2008.
صرح تيم راسرت، أمين متحف نيوزيام، قائلاً: «لقد ترك متحف نيوزيام انطباعًا جيدًا جدًا في أرلينغتون، لكن في الموقع الجديد بشارع بنسلفانيا سيترك أثرًا لا يمحى».
بعد الحصول على موقع متميز للمتحف بشارع بنسلفانيا والشارع السادس بالشمال الغربي، قرر مجلس إدارة متحف نيوزيام اختيار مصمم المعارض البارز رالف أبلباوم، الذي صمم متحف نيوزيام الأصلي في مقاطعة أرلينغتون، فيرجينيا، والمعماري جيمس ستيوارت بولشيك، الذي صمم مركز روز للأرض والفضاء مع تود شليمان في المتحف الأمريكي للتاريخ الطبيعي بمدينة نيويورك، للعمل في المشروع الجديد.
وكانت أهداف فريق التصميم هذا ما يلي:
- تصميم مبنى سيكون تحفة معمارية، يعرفه ويتذكره الزائرون من مختلف أنحاء العالم بسهولة؛
- إنشاء متحف بمساحة أكبر ثلاث مرات من المتحف الأصلي، بقدرة استيعاب أكثر من مليوني زائر سنويًا؛ و
- الاحتفال بأول تعديل في دستور الولايات المتحدة الأمريكيةـ وبالأخص، حمايته لحرية الصحافة وحرية التعبير.

تشمل العلامات البارزة في تصميم المبنى في أكتوبر 2002 واجهة تبين «شاشة على العالم»، مقاس 57 قدم × 78 قدم (17 م × 24 م)، والتي تطل على شارع بنسلفانيا مركز التسوق الوطني وتسمح للجمهور رؤية ما بالداخل من الزائرين وشاشات العرض. وتعرض 45 كلمة لأول تعديل في دستور الولايات المتحدة الأمريكية، محفورًا في لوحة حجرية بطول أربعة طوابق وتواجه شارع بنسلفانيا.
وكان النصب التذكاري للصحفيين هو أحد المعالم التي تم نقلها من موقع المتحف السابق في أرلينغتون، وهو نحت زجاجي يسرد أسماء 1900 صحفي من جميع أنحاء العالم، والذين قتلوا أثناء أداء واجبهم. ويتم تحديثه وإعادة إهدائه كل عام.
يتم تحديث الموقع الإلكتروني للمتحف كل يوم مع صور وإصدارات PDF لصفحات الصحف الأولى من جميع أنحاء العالم. ويتم استبدال الصور يوميًا، ولكن يتوافر أيضًا أرشيف للصفحات الأولى لأبرز الأحداث منذ 2001. وتتوافر نسخ مطبوعة للصفحات الأولى في معرض داخل المتحف. وعلى عكس المتحف الأصلي في أرلينغتون، فإن متحف نيوزيام الجديد يفرض رسم دخول على عامة الجمهور.
كان جيري فريهيم، خريج عام 1956 من كلية الصحافة جامعة ميسوري، المدير التنفيذي الأول لمتحف نيوزيام ويدعي أنه من صاغ اسم المتحف.
يسمح لطلاب مدرسة تشارلز إي سميث اليهودية النهارية بدخول متحف نيوزيام بدون رسوم، لأن ابن سميث، روبرت هيلتون سميث، كان شريكًا مؤسسًا في المتحف.
في أكتوبر 2009، أنهى متحف نيوزيام 29 وظيفة من وظائف الدوام الكامل، والتي كانت تمثل حوالي 13% من مجموع أفراده في ذاك الوقت. وبداية من ديسمبر 2009، قللت المجموعة حاليًا موظفيها بنسبة 23% خلال تاريخها. وصرح الرئيس كينيث بولسون أن «التقليل انتشر خلال المنظمة ولكن ينبغي ألا يؤثر على استمتاع زوار المتحف». كما صرح أيضًا أن الحضور الشهري الإجمالي قد زاد في عام 2009 مقارنة بعام 2008.

## المبنى
يضم متحف نيوزيام البالغ مساحته 643000 قدم مربع (60000 م²) 90-قدم (27 م) أتريوم مرتفع، وسبعة طوابق من المعارض، و15 مسرحًا، واثني عشر من المعارض الرئيسية، والعديد من المعارض الأصغر، واستوديوهين للبث، وغرفة أخبار تفاعلية موسعة.
إن شكل المبنى بيضاوي، به مسرح «منتديات» بسعة 500 كرسي؛ وحوالي 145500 قدم مربع (14000 م²) لإجمالي المساكن التي تواجه الشارع السادس وشارع سي، و75000 قدم مربع (7000 م²) من المساحات المكتبية لموظفي متحف نيوزيام ومنتدى الحرية؛ وأكثر من 11000 قدم مربع (1000 م²) لمركز المؤتمرات على طابقين فوق أتريوم المتحف مباشرة. يتميز المبنى بمصاعد هيدروليكية زجاجية هي الأطول في العالم. يقع النصب التذكاري الزجاجي المقوس للصحفيين المغتالين فوق الطابق الأرضي.
المناخ المبين بالمتحف يتم التحكم فيه بواسطة أربعة أجهزة لمراقبة المناخ الصغير. وتوفر هذه الوحدات تيارًا متدفقًا من الهواء المرطب للحجر من خلال نظام من أنابيب التوزيع.
بدأت هيئة الإذاعة الأمريكية (إيه بي سي) بث برنامجها This Week (هذا الأسبوع) من استديو جديد بمتحف نيوزيام في 20 إبريل 2008، مع جورج ستيفانوبولوس كمضيف. وقد أعادت إيه بي سي برنامج This Week (هذا الأسبوع) إلى مكتبها في واشنطن العاصمة في بداية يونيو 2013، مشيرة إلى قلة استخدام الشبكة لاستديو متحف نيوزيام مقارنة بتكلفة تشغيل وصيانة استديو هناك. وسيكون الاستديو اليوم موقعًا لمكتب قناة الجزيرة الأمريكية بواشنطن العاصمة، والذي سيكون له في المتحف أيضًا تجهيزات للتحرير ومساحات مكتبية.
يتقاسم المبنى مع متحف النيوزيام The Source، مطعم وولفجانج باك، ومساكن النيوزيام، وهي تجمع من 135 شقة فاخرة. وتشمل وسائل الراحة في المبنى شرفة بالدور العلوي والتي تشترك مع متحف النيوزيام في الإطلال على مركز التسوق الوطني، ونصب واشنطن، وكابيتول الولايات المتحدة.

## ردود انتقادية
يحظى متحف النيوزيام بشعبية كبيرة لدى الجمهور العادي ولكنه تلقى آراءً متباينة من الصحفيين. وقد صنفه موقع TripAdvisor في المركز الثاني من بين 198 من مواقع الجذب في واشنطن، وحاز على 4.5 من 5 نجوم من قبل مساهميه. كما قد منحه أيضًا نقاد موقع Yelp درجات عالية. كما وصفت صحيفة سان فرانسيسكو باي جارديان متحف النيوزيام بأنه مظهر أكثر شمولاً وتعبيرًا أنتجته دولتنا حتى الآن تحت سقف واحد للسلطة التي يتمتع بها الصحفي والمسؤولية التي تقع على عاتقه".” وصنفته صحيفةصنداي تايمز البريطانية بأنه "من أروع 12 متحفًا في العالم". وامتدحت صحيفة دالاس مورنينج نيوز معارضه التفاعلية وقالت "على الرغم من أن متاحف سميثونيان تقوم بعمل رائع من استضافة القطع الأثرية الهامة التي نقوم بها، أعتقد أن النيوزيام في شارع بنسلفانيا يقوم بعمل لا مثيل له من إخبار قصة أمتنا “ 
كان هناك نقاد آخرون أكثر انتقادًا.
انتقد قسم استعراض المعمار بصحيفةنيويورك تايمز' مبنى متحف نيوزيام الثاني بأنه "أحدث سبب لرثاء دولة المعمار المعاصر في واشنطن العاصمة". وبالنسبة لمحتوى متحف نيوزيام الفعلي، صرحت صحيفة تايمز أن "جزءًا جيدًا من الاهتمام المرجو جديًا للمتحف يستحقه بالفعل"، ولكن يدعو الافتخار لبعض التشكك". وكررت مجلةأمريكا اليوم انتقادات "مختلطة" عن معمار المبنى واستشهدت بعدد الزائرين كعلامة على أن متحف نيوزيام يعد "نجاحًا كوجهة في عاصمة وطنية غنية بالمتاحف".

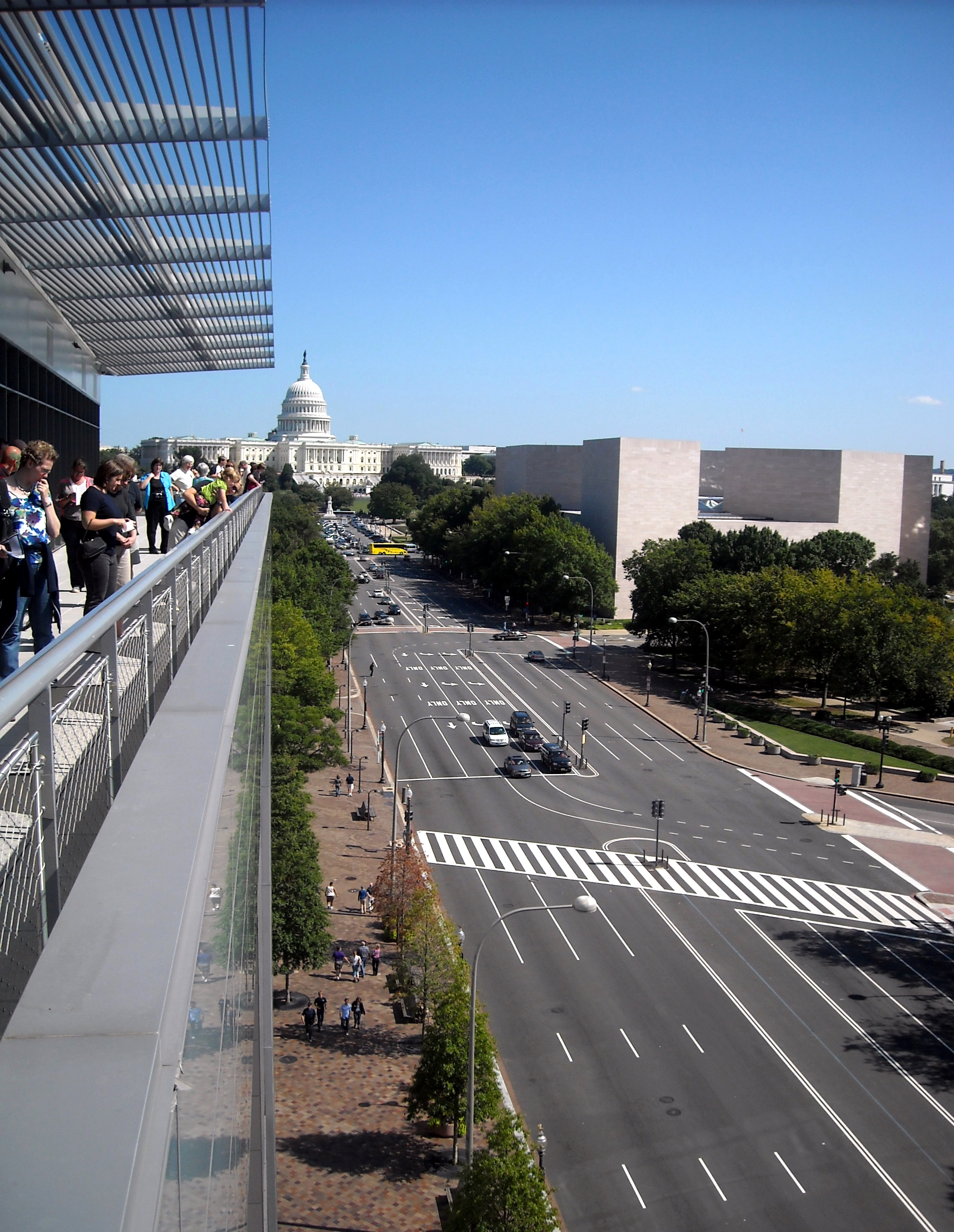
شرفة هانك جرينسبان

يناقش معرض بمتحف نيوزيام «محاولة لتجنب الانحياز» من قبل الصحفيين. ويشمل استطلاعًا أجرته مؤسسة غالوب عام 2006، الذي أطلق فيه 44% من الأمريكيين على وسائل الإعلام أنها «متحررة جدًا» بينما وجدها 19% فقط «متحفظة جدًا»، فضلاً عن تعليقات أخرى عن انحياز وسائل الإعلام السياسية الممكن، والذي يأتي الكثير منه من شخصيات قناة فوكس نيوز. انتقد جوناثان شوارز من مجلة جونز الأم المعرض، ووصفه بأنه مثال للدعاية للشركات من نيوز كوربوريشن التي أسسها روبرت مردوخ. كما ادعى أيضًا أن معظم وسائل الإعلام الإخبارية الأمريكية تسيطر عليها شركات تستبعد الموضوعات التي قد تعارض مصالحها. وقد دافع كيفين ويليامسون من مجلة ناشيونال ريفيو الإلكترونية عن متحف النيوزيام ووصف هذا الانتقاد بأنه «تلخيص غير منطقي». وقال إن الشركات التي تمتلك وسائل إعلام لديها مصلحة في تعزيز أسباب غير متحفظة مثل الحمائية وفي تحويل تكاليف الرعاية الصحية الخاصة بهم إلى الحكومة.
انتقد جيمس باومان من مجلة ناشيونال ريفيو الإلكترونية متحف النيوزيام بعد افتتاحه لكونه أسلوبيًا وسطحيًا بشكل مفرط، وكتب يقول إنه يركز على التقارير الصحفية بالعناوين الرئيسية لأحداث العالم الكبرى وليس على تفاصيل الأحداث نفسها. وعلّق يقول «إن [جميع]هذا التفاعل من المفترض أن يجعل المعرفة ممتعة، ولكن مثل أغلب هذه التجارب فهو يجعل ذلك فقط عن طريق استبعاد معظم ما يمنح المعرفة»، وأضاف أيضًا أن الإعلانات التي تستهدف الأطفال كانت «توافق الدائرة الثقافية» وكانت غير أخلاقية.
ذكر الصحفي ألان روسبريدجير من صحيفة الغارديان أن الزائرين سيتمتعون «بيوم عطلة عظيم». واعتبر بعض المعارض، مثل ثوب أحمر ترتديه هيلين توماس «كشيء من السخرية»، بينما امتدح معارض أخرى مثل جزء كبير من جدار برلين الفعلي. وعلى الرغم من أنه كتب أن متحف النيوزيام يظهر «التمجيد الذاتي، والتباهي والخيلاء» بطريقة «أمريكية بالغة»، إلا أنه وصف تصميم المبنى بأنه يعد «نهضة» وامتدح معالمه بشكل عام.
انتقد جاك شيفر، محرر بمجلة سليتمعرض النيوزيام الخاص بحياة الراحل تيم روسيرت الصحفي بهيئة الإذاعة الوطنية (NBC). وادعى أن مساحة العمل «العادية» الخاصة بروسيرت لم تكن تستحق الاحتفاظ بها في متحف، وأن إنجازات روسيرت «بدأت من كونه مقدمًا جيدًا وانتهت بامتلاكه لأصدقاء من المشاهير». ولخص القول بأن متحف النيوزيام هو «مكان الذي يبدأ فيه الإعجاب بمشاهير الصحفيين كقديسين صنعوا المعجزات».”
كتب بوني لصحيفة سان فرانسيسكو جيت، يشيد بمحتوى متحف النيوزيام ويمتدح مستواه التفاعلي.
"إن متحف النيوزيام، الذي افتتح في عام 2008، هو صرح مرتفع من الزجاج والرخام مكرس لأخبار 500 عام وللأشخاص الذين صنعوا تلك الأخبار. فهو يستغرق منا جميعًا حوالي خمس دقائق بالداخل لمعرفة أن العنوان "الأكثر تفاعلية في العالم" ليس هو التباهي. فلكي تقول إن هذا المكان هو تحفة من الابتكار التكنولوجي هو مثل قولك إن فتيات المراهقة وجدوا إلفيس جذابًا. إن سبعة طوابق من شاشات اللمس، والمسارح، والسينما والفيديو، والاستديوهات الحديثة، وألعاب الحاسوب، والأكشاك التفاعلية، واللقطات الوثائقية، والمعارض متعددة الوسائط العملية تعد كافية لمنح حتى ابني، روان، المهووس بأجهزة الآي بود، لمحة معرفية بلمسة من إصبع سبابته الصغير.”

## الجدل الصحفي لحماس
في حفل إعادة إهداء النصب التذكاري للصحفيين في مايو 2013، قرر متحف نيوزيام أولاً أن يكرم اثنين من أعضاء قناة الأقصى الفضائية كجزء من الذكرى، ثم تم سحب هذا التكريم بعد ذلك بعد انتقادات من المنظمات الموالية لإسرائيل.
وفي مايو 2013، أعلن النيوزيام أنه سيكرم حسام سلامة ومحمود الكومي، وهما مصوران بقناة الأقصى، من بين 84 صحفيًا فقدوا حياتهم في عام 2012 وإضافتهما إلى النصب التذكاري للصحفيين في المتحف. وقد ذكر إيلين بروشر، كاتب عمود في صحيفة هآرتس الإسرائيلية، أن متحف النيوزيام قد تدخل في «حقل ألغام» للصراع بين العرب واليهود. تتبع قناة الأقصى جماعة حماس في قطاع غزة، وقيل إن المصورَين تم قتلهما بنيران إسرائيلية من سيارة تحمل علامة "TV". وتقول المتحدثة باسم الجيش الإسرائيلي ، اللفتنانت كولونيل أفيتال ليبوفيتش، أنهما قتلا عمدًا، وليس عن طريق الخطأ، لأنهما «لهما صلة بنشاط إرهابي». ” وبعد أن ذكرت جماعات موالية لإسرائيل، مثل رابطة مكافحة التشهير، أنهما لم يكونا صحفيين بل إرهابيين، دافع متحف النيوزيام أولاً عن القرار ثم رجع عنه وأزالهما من الاحتفال ومن النصب. وترى جميع المنظمات الصحفية تقريبًا أن المصورَين قد قتلا أثناء أداء واجبهما، بما فيها لجنة حماية الصحفيين، ومنظمة مراسلون بلا حدود، والاتحاد الدولي للصحفيين والجمعية العالمية للصحف وناشري الأخبار. وتقول منظمة مراقبة حقوق الإنسان أن تحقيقاتها في غزة لم تظهر أي دليل على أن المصورَين كانا متورطين في نشاط متطرف. قال ريتشارد أنجل، كبير المراسلين الأجانب بهيئة الإذاعة الوطنية، في احتفال النيوزيام بإعادة الإهداء، إنه كان من الصعب أن نرسم الخط الفاصل، وإن العديد من الصحفيين في القائمة كانوا سوريين، وكانوا أيضًا نشطاء يحاولون إسقاط حكومة بشار الأسد. ديفيد كار، من صحيفة نيويورك تايمز، قال إن «الأدلة تشير حتى الآن إلى أنهما كانا من الصحفيين، ولكن حزبيَين».”

## المعارض الدائمة
مقصورة

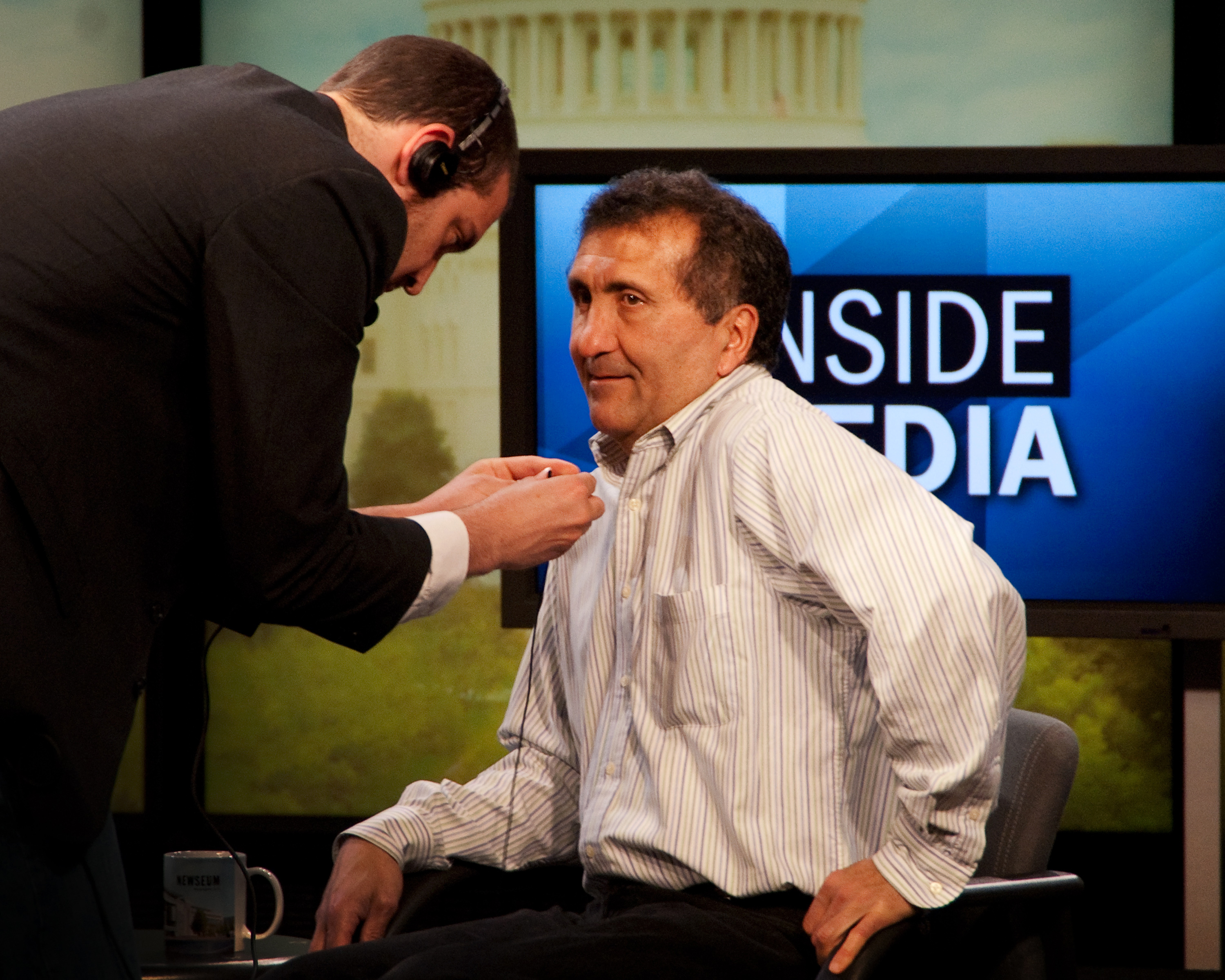
2 مايو 2009 - بيت سوزا، كبير مصوري البيت الأبيض، يستعد لمقابلة على الهواء في أحد استديوهات الإذاعة داخل متحف النيوزيام.

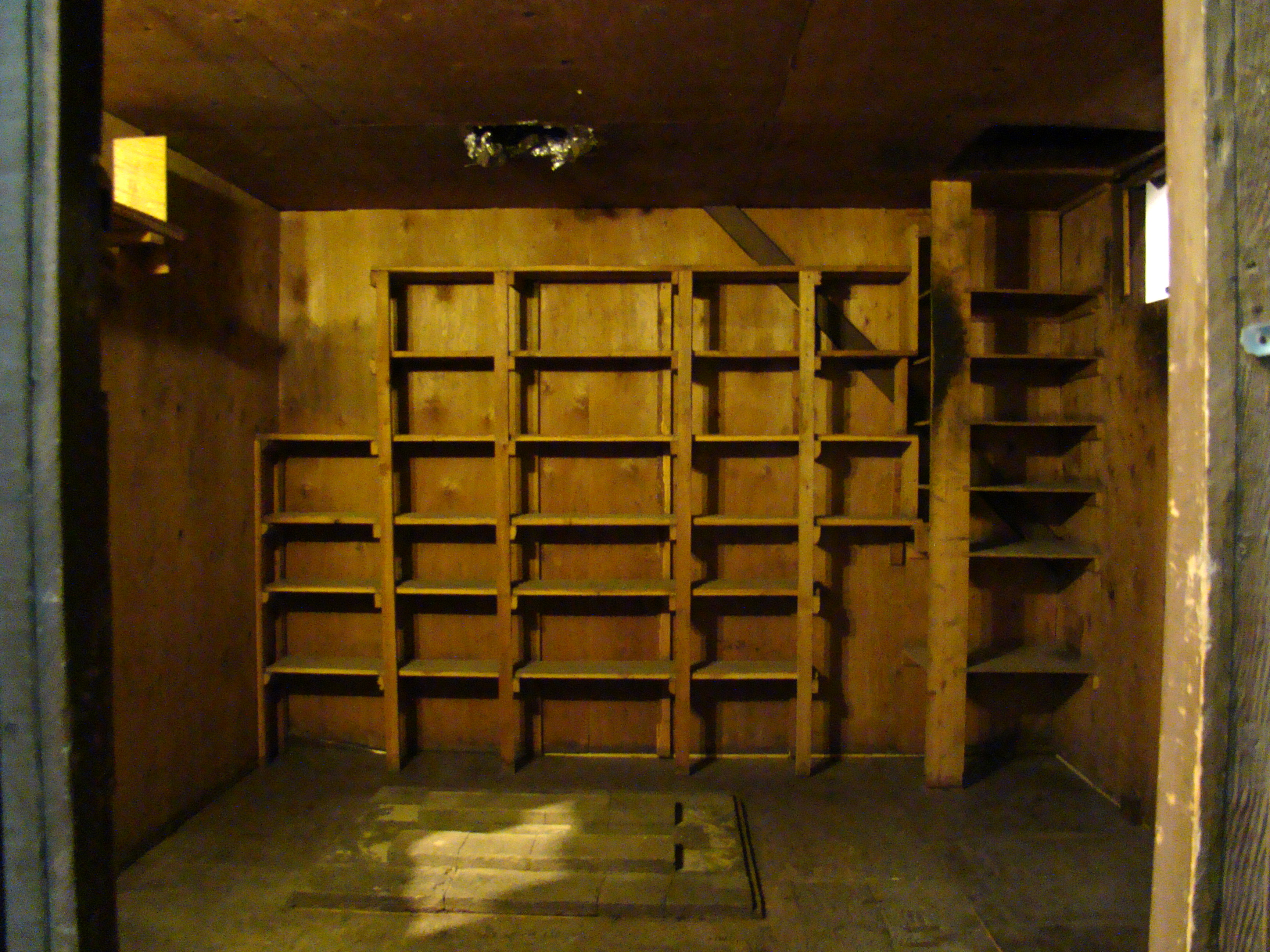
كازينسكي بمتحف النيوزيام

قاعة عائلة أوكس سولزبيرجر الكبرى -- صحيفة نيويورك تايمز للأخبار: محاطة بتيار من المعلومات
تقع في الأتريوم شاشة بارتفاع 90 قدمًا تعرض أحدث العناوين الرئيسية من جميع أنحاء العالم. وتعلق أيضًا نسخة فضائية طبق الأصل وطائرة من مروحيات بيل في الأتريوم.
معرض نيوز كوربوريشن لتاريخ أخبار: قصة الأخبار
تسلسل زمني للأحداث يعرض مجموعة واسعة من الصحف والمجلات. أجهزة حاسوب تعمل باللمس تضم مئات المنشورات الرقمية، مما يسمح بالعرض عن قرب، فضلاً عن الألعاب التفاعلية، والوصول إلى قاعدة بيانات الصحفيين. مئات من القطع الأثرية وتذكارات من أحداث إخبارية بارزة موضوعة في صناديق بأنحاء المعرض. ويشمل المعرض ورقة جريدة إنجليزية من عام 1603 والتي تعرض تتويج جيمس الأول؛ ونسخة 1787 من جريدة ماريلاند جازيت تحتوي دستور الولايات المتحدةالجديد؛ وإعلان 1860 الحماسي لصحيفة تشارلستون ميركري «انحلال الاتحاد!»؛ ونسخة من صحيفة شيكاغو تريبيون اليومية تعلن عن طريق الخطأ، “ديوي هزم ترومان.”
غرفة أخبار تفاعلية لهيئة الإذاعة الوطنية: تقع في الهوت سيت
تسمح غرفة الأخبار التفاعلية للزوار القيام بدور المصورين أو المحررين أو الصحفيين أو المراسلين. ومحطات بشاشة لمس توفر أدوات وتقنيات محاكاة والتي هي لازمة لعمل الإذاعة. ويمكن للزوار التقاط الميكروفون والوقوف أمام الكاميرا.
معرض 11/9 برعاية كومكاست: يؤرخ الهجوم على أمريكا
يبين هذا المعرض تغطية لأحداث 11 سبتمبر 2001. وموضوع به ثناء للمصور الصحفي ويليام بيجارت الذي توفي أثناء تغطية الهجمات. يأتي الزوار لسماع قصته ورؤية بعض من آخر الصور التي التقطها. ويوجد جدار عملاق تغطيه الصفحات الأولى التي نشرت من جميع أنحاء العالم في اليوم التالي. وفيلم يقدم التقارير الأولى من الصحفيين والمصورين الذين غطوا الحدث.
معرض بلومبيرغ للإنترنت والتلفاز والراديو: الحصول على الأخبار إلكترونيًا
تزداد الأخبار مع تقدم التكنولوجيا. يتتبع المعرض تطور وسائل الإعلام الإلكترونية. جداران للوسائل الإعلامية بارتفاع 25-قدم (7.6 م) يعرضان مقاطع تلفزيونية لا تنسى، وتسلسلاً زمنيًا متعدد الوسائط للأحداث، وتذكارًا لإدوارد مورو.
معرض صور جائزة بوليتزر: صور الفوز بالجائزة والمصورين الذين قاموا بالتقاطها
وضع متحف النيوزيام شاشة تعرض أكثر مجموعة شاملة لصور الفوز [بجائزة بوليتزر تم تجميعها. وقد أجريت مقابلات مع معظم المصورين في فيلم وثائقي يبين سياق الصور وتصور التقاطها. تشمل بعض الصور الموجودة صور: مشاة البحرية يرفعون راية الولايات المتحدة الأمريكية على جزيرة آيوو جيما، جمع شمل مبهج لسجين عائد من الحرب مع عائلته، رجل إطفاء يحتضن رضيعًا به جروح خطيرة بعد تفجير مدينة أوكلاهوما. ويمكن للزوار الوصول لقاعدة بيان 300 مقطع من مقاطع الفيديو، و400 مقطع من المقاطع الصوتية، و1000 صورة من صور الجائزة.
معرض جدار برلين: معلومات عن الجدار الذي لا يمكن اعتراضه
حصل متحف النيوزيام على أكبر عرض للجدار الأصلي خارج ألمانيا. توجد ثمانية قطع أسمنتية للجدار بارتفاع 12-قدم (3.7 م) تزن كل واحدة حوالي ثلاثة أطنان، وبرج حراسة ألمانيا الشرقية بثلاثة طوابق من نقطة تفتيش تشارلي (أو نقطة التفتيش سي)، وقد أعطي هذا الاسم من قبل الحلفاء الغربيين للمعبر الأكثر شهرة ببرلين بين شرقها وغربها.
معرض كوكس إنتربرايزس لأول تعديل: 45 كلمة للحرية
يبين المعرض الدور الذي لعبه التعديل الأول لضمان الحقوق (الدين، والتعبير والصحافة والتجمع والمطالبة) في الولايات المتحدة الأمريكية على مدار المائتي سنة الماضية. ويقدم المعرض مقاطع أخبار تاريخية تجسد الحريات الخمس. يقول توماس جفرسون، «تعتمد حريتنا على حرية الصحافة، والتي لا يمكن تحديدها بدون فقدها».”
معرض تايم وارنر للأخبار العالمية: الأخبار وحريات الصحافة في جميع أنحاء العالم
في هذا المعرض، خريطة كبيرة تقيم 190 دولة، تبين الاختلافات في حرية الصحافة بجميع أنحاء العالم. تتوافر عناوين رئيسية للصحف وإذاعات تلفزيونية دولية للفحص. تم أيضًا هنا الإعلان عن الصحفيين الدوليين الذين خاطروا بحياتهم أثناء أداء وظيفتهم.
معرض عائلة بوليام للكتب العظيمة: نظرة على حجر الأساس للحرية
تعتبر الكتب والوثائق المعروضة هنا أعمالاً ذات أهمية للفكر والتصرف السياسي، مثل ميثاق ماجنا كارتا، وسلسلة مقالات فدراليست، وأول نشرة مطبوعة لدستور الولايات المتحدة، كما تتوافر أيضًا هنا نسخٌ رقمية للعديد من الصفحات للرؤية عن قرب.
معرض توداي للصفحات الأولى: الصفحات الأولى من أنحاء أمريكا والعالم
يتلقى متحف النيوزيام وثائق رقمية من أكثر من 700 صفحة من الصفحات الأولى من جميع أنحاء العالم. ويتم تكبير حوالي 80 صفحة منها وطباعتها للعرض في هذه المساحة وتعرض الصفحات الإضافية في مدخل المبنى. ويتم اختيار صفحة واحدة من كل ولاية ومن مقاطعة كولومبيا فضلاً عن عينة من الصحف الدولية.
جواز السفر الخاص بـ

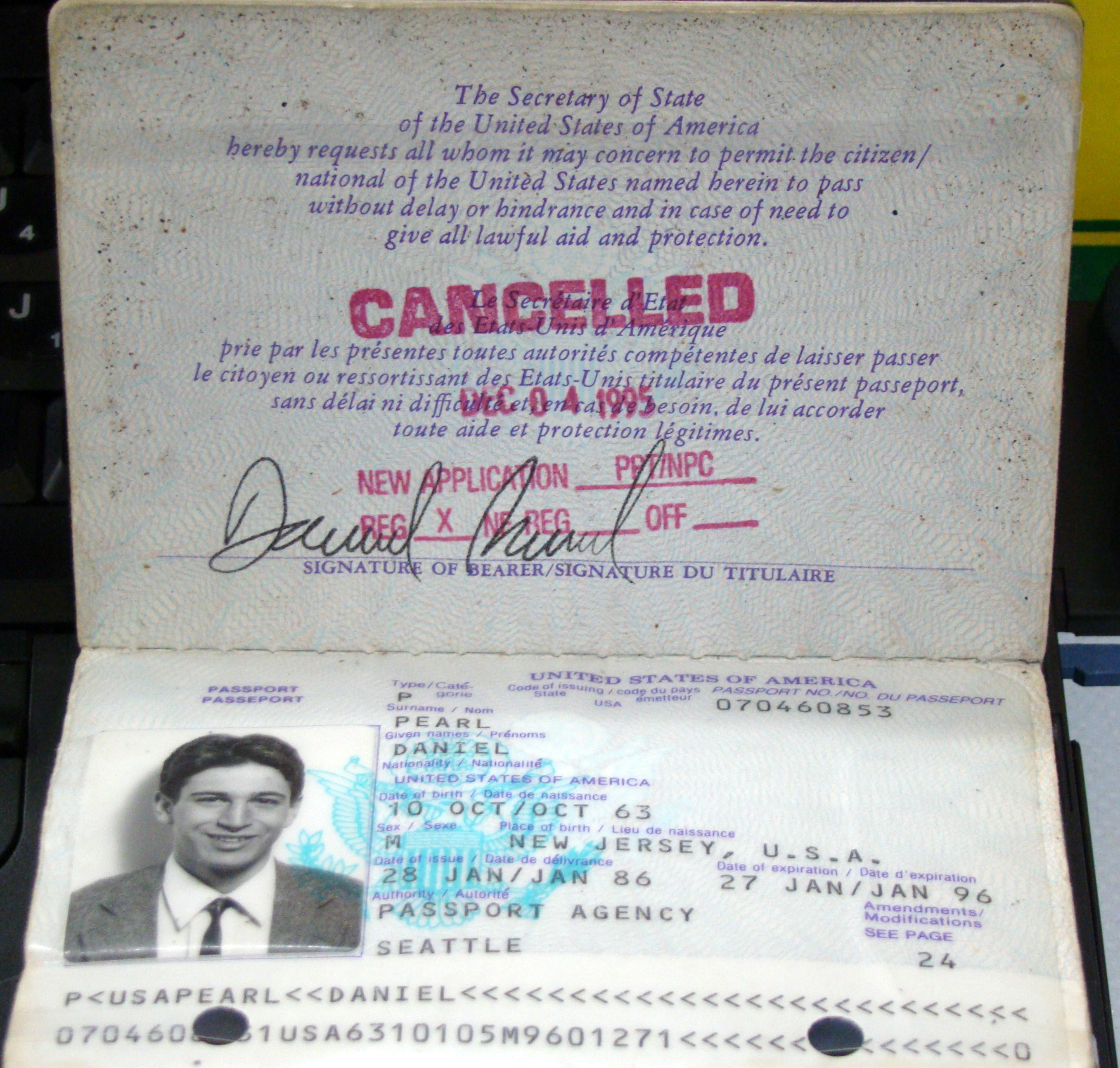
دانيال بيرلفي متحف النيوزيام

النصب التذكاري للصحفيين: تحية للصحفيين الذين قتلوا في البحث عن الأخبار
يواجه الصحفيون في كثير من الأحيان خطرًا أكثر مما يعتقده المرء. فهم يدخلون مخاطر محسوبة، ولكنهم يدفعون الثمن النهائي أحيانًا. يقدم هذا المعرض قطعًا أثرية من البعثات الصحفية الخطرة. من بينها جهاز لاب توب للصحفي دانيال بيرل، ومذكرة مايكل ويسكوبف الملطخة بالدماء، وسيارة داتسون 710 موديل 1976 التي تخص دون بوليز التي تم تفجيرها في فينيكس، بأريزونا. كما يظهر عرض حي لأكثر من 1800 اسم للصحفيين، تمت كتابتهم في لوحة زجاجية، تبين وفاة هؤلاء الذين لقوا حتفهم بحثًا عن الأخبار. ويتضمن المعرض أيضًا صورًا لمئات من هؤلاء الصحفيين والوصول إلى معلومات أكثر تفصيلاً عن كل صحفي تم تكريمه.
مركز غرفة التحكم الرئيسية'
معرض معروضات قناة إيه بي سي المتغير'
معرض الأخبار المبكرة
شرفة هانك جرينسبان بشارع بنسلفانيا: الشارع الرئيسي بأمريكا
تقدم شرفة معرض النيوزيام منظرًا بانوراميًا لواشنطن العاصمة، وتطل على أبرز شوارع أمريكا وهو شارع بنسلفانيا. يتضمن المنظر معالم وآثارًا مثل كابيتول الولايات المتحدة، والمعرض الوطني للفنون، والأرشيفات الوطنية ، ونصب واشنطن. يمكن لزوار الشرفة قراءة الأحداث التي لعبت دورًا في تطوير شارع بنسلفانيا، من المواكب الرئاسية والمسيرات الجنائزية حتى الاحتفالات والاحتجاجات. وقد تمت تغطية موكب تولي أوباما لمنصبه عام 2009 بواسطة منافذ الأخبار السلكية من هذه الشرفة.
مركز أخلاقيات عائلة بانكروفت: المعضلات الأخلاقية في الصحافة
في مركز الأخلاقيات، تتيح لك الحواسيب النقاش حول المعضلات الصحفية ومقارنة ردودك مع الصحفيين وغيرهم من الزوار.

## كتابات أخرى
- Medoff، Theresa Gawlas (September/October 2008). "Extra! Extra!: Read, see and hear all about news at D.C.'s Newseum". AAA World. side trips. AAA Midatlantic. ج. 10 رقم  5. ص. 20. مؤرشف من الأصل في 2009-02-21. اطلع عليه بتاريخ 2008-09-04. {{استشهاد بخبر}}: تحقق من التاريخ في: |تاريخ= (مساعدة)

## وصلات خارجية
- Newseum
- Newseum Residences
- Berlin